# Midnight Sky
Ne doit pas être confondu avec The Midnight Sky.
Singles de Miley Cyrus
Don't Call Me Angel
(2019) Prisoner
(2020)
Clip vidéo
[vidéo] « Midnight Sky », sur YouTube
Midnight Sky est une chanson de la chanteuse américaine Miley Cyrus. Elle est sortie le 14 août 2020 comme le premier single de son septième album, Plastic Hearts. C'est une chanson chanson pop et synthpop aux influences disco et pop rock. Elle est écrite par Miley Cyrus, Ali Tamposi, Andrew Watt, Ilsey Juber, Jonathan Bellion, et Louis Bell ; elle est produite par Bell et Watt. La chanson reprend l'air de la chanson Edge of Seventeen de Stevie Nicks, Miley a d'ailleurs demander la validation de cette dernière avant la sortie de son single.
Un remix de Midnight Sky mettant en vedette la chanteuse Stevie Nicks, intitulé Edge of Midnight, est sorti le 6 novembre 2020.

## Prestations en public
Miley Cyrus a interprété Midnight Sky pour la première fois en public lors des MTV Video Music Awards 2020 le 30 août, où elle s'est balancée sur une boule disco, une référence à sa chanson de 2013, Wrecking Ball. Le jour suivant, elle a interprété la chanson lors de l'émission britannique Live Lounge. Le 10 septembre, elle a interprété la chanson The Tonight Show Starring Jimmy Fallon.

## Accueil commercial
Aux États-Unis, Midnight Sky démarre à la 14e place du Billboard Hot 100, devenant le quatorzième succès de Miley Cyrus dans le top 20 du pays et le 50e single entrant dans le classement, faisant d'elle l'une des artistes avec le plus d'entrées dans le Hot 100. La chanson est également devenue son meilleur début en solo du Hot 100 depuis Malibu, qui a culminé à la 10e place en 2017, bien qu'entre-temps Cyrus ait également atteint le numéro 13 avec Don't Call Me Angel, avec Ariana Grande et Lana Del Rey . Au cours de sa première semaine, Midnight Sky était la vingtième chanson la plus écoutée aux États-Unis en streaming et la troisième la plus téléchargée légalement.
Au Royaume-Uni, la chanson a fait ses débuts à la 15e place dans le UK Singles Chart pour la semaine du 21 août 2020 et a atteint la 10e place lors de la quatrième semaine dans le classement, devenant le sixième succès top 10 de Miley Cyrus dans le pays.
Midnight Sky a également fait ses débuts à la 16e place en Australie, à la 13e place au Canada et à la 4e place en Écosse.

## Liste de titres
| 1. | Midnight Sky | 3:43 |

## Classements et certifications
| Classement (2020)                       | Meilleure position |
| --------------------------------------- | ------------------ |
| Allemagne (GfK Entertainment)           | 27                 |
| Argentine (Hot 100)                     | 40                 |
| Australie (ARIA)                        | 7                  |
| Autriche (Ö3 Austria Top 40)            | 33                 |
| Belgique (Flandre Ultratop 50 Singles)  | 6                  |
| Belgique (Wallonie Ultratop 50 Singles) | 6                  |
| Bulgarie (PROPHON)                      | 1                  |
| Canada (Hot 100)                        | 8                  |
| Canada (Adult Contemporary)             | 21                 |
| Canada (CHR/Top 40)                     | 10                 |
| Canada (Hot AC)                         | 9                  |
| CEI (Tophit)                            | 90                 |
| Costa Rica (Monitor Latino Anglo)       | 19                 |
| Croatie (HRT)                           | 2                  |
| Danemark (Tracklisten)                  | 24                 |
| Écosse (OCC)                            | 1                  |
| Espagne (PROMUSICAE)                    | 52                 |
| Estonie (Eesti Tipp-40)                 | 27                 |
| États-Unis (Hot 100)                    | 14                 |
| États-Unis (Adult Contemporary)         | 20                 |
| États-Unis (Adult Pop Songs)            | 11                 |
| États-Unis (Pop Airplay)                | 17                 |
| États-Unis (Rolling Stone Top 100)      | 8                  |
| France (SNEP)                           | 123                |
| France (SNEP Radio)                     | 50                 |
| France (SNEP Ventes)                    | 6                  |
| Global 200 (Billboard)                  | 15                 |
| Grèce (IFPI Greece)                     | 17                 |
| Hongrie (Rádiós Top 40)                 | 2                  |
| Hongrie (Single Top 40)                 | 3                  |
| Hongrie (Stream Top 40)                 | 14                 |
| Irlande (Irish Singles Chart)           | 4                  |
| Islande (Tonlist)                       | 5                  |
| Israël (Media Forest)                   | 3                  |
| Italie (FIMI)                           | 72                 |
| Lettonie (Latvijas Top 40)              | 17                 |
| Liban (OLT20)                           | 1                  |
| Lituanie (AGATA)                        | 14                 |
| Norvège (VG-lista)                      | 25                 |
| Nouvelle-Zélande (RMNZ)                 | 27                 |
| Pays-Bas (Nederlandse Top 40)           | 7                  |
| Pays-Bas (Single Top 100)               | 23                 |
| Pologne (ZPAV)                          | 10                 |
| Portugal (AFP)                          | 44                 |
| Roumanie (Airplay 100)                  | 74                 |
| Royaume-Uni (UK Singles Chart)          | 5                  |
| Russie (Tophit Radio Top 100)           | 97                 |
| Salvador (Monitor Latino)               | 12                 |
| Slovaquie (IFPI Rádio)                  | 6                  |
| Slovaquie (IFPI Singles Digitál)        | 26                 |
| Suède (Sverigetopplistan)               | 31                 |
| Suisse (Schweizer Hitparade)            | 20                 |
| Tchéquie (IFPI Rádio)                   | 3                  |
| Tchéquie (IFPI Singles Digitál)         | 19                 |

| Classement (2020)             | Position |
| ----------------------------- | -------- |
| Allemagne (GfK Entertainment) | 100      |
| Canada (Hot 100)              | 94       |
| États-Unis (Adult Pop Songs)  | 46       |
| Pays-Bas (Nederlandse Top 40) | 31       |

### Certifications
| Pays | Certification | Ventes certifiées |
| --- | ------------- | ----------------- |
| Australie (ARIA)                                                                                          | Platine       | 70 000^           |
| Espagne (PROMUSICAE)                                                                                      | Or            | 20 000*           |
| Norvège (IFPI)                                                                                            | Or            | 30 000*           |
| Pologne (ZPAV)                                                                                            | Or            | 10 000*           |
| Royaume-Uni (BPI)                                                                                         | Or            | 400 000‡          |
| *Ventes selon la certification xNon précisé par la certification ‡ventes/streaming selon la certification |               |                   |

## Historique de sortie
| Région / Pays | Date            | Format                                             | Version            | Label(s)     | Réf.   |
| ------------- | --------------- | -------------------------------------------------- | ------------------ | ------------ | ------ |
| Monde         | 14 août 2020    | - Téléchargement - streaming                       | Original           | RCA          | [ 3 ]  |
| Australie     | 14 août 2020    | Diffusion radio (succès contemporains)             | Original           | - RCA - Sony | [ 65 ] |
| Royaume-Uni   | 14 août 2020    | Diffusion radio (succès contemporains)             | Original           | RCA          | [ 66 ] |
| États-Unis    | 17 août 2020    | Diffusion radio (radio contemporaine pour adultes) | Original           | RCA          | [ 67 ] |
| États-Unis    | 18 août 2020    | Diffusion radio (succès contemporains)             | Original           | RCA          | [ 68 ] |
| Royaume-Uni   | 22 août 2020    | Diffusion radio (radio contemporaine pour adultes) | Original           | RCA          | [ 69 ] |
| Italie        | 28 août 2020    | Diffusion radio (succès contemporains)             | Original           | Sony         | [ 70 ] |
| Divers        | 6 novembre 2020 | - Téléchargement - streaming                       | Stevie Nicks Remix | RCA          | [ 3 ]  |
| Italie        | 9 novembre 2020 | Diffusion radio (succès contemporains)             | Stevie Nicks Remix | Sony         | [ 71 ] |